# 三ツ目通り
三ツ目通り（みつめどおり）は東京都道319号環状三号線の一部区間の通称。国道357号・東京湾岸道路と交わる東京都江東区の辰巳交差点から、言問通りと交わる東京都墨田区の言問橋東交差点までをいい、言問橋東交差点で国道6号（水戸街道）と接続する。
通り名称は、竪川に架けられた三之橋の別名（「三ツ目橋」）に由来する。

## 「三ツ目通り」支線
かつては江東区枝川二丁目から晴海通りの豊洲駅前交差点を経由して晴海三丁目交差点までの間も三ツ目通りと呼ばれていたが、辰巳方面の埋立地の道路が整備されたことにより、1984年（昭和59年）の東京都通称道路名設定公告でこの区間は三ツ目通りから外された（豊洲駅前 - 晴海三丁目間は現在の晴海通りの一部）。

## 交差・並行する主な道路
- 言問通り（国道6号・東京都道319号環状三号線）- 言問橋東交差点
- 水戸街道（国道6号）- 言問橋東交差点
- 浅草通り（東京都道453号本郷亀戸線）- 吾妻橋交番前交差点
- 春日通り（墨田区道）- 本所3丁目交差点
- 蔵前橋通り（東京都道315号御徒町小岩線）- 石原3丁目交差点
- 京葉道路（国道14号）- 緑3丁目交差点
- 首都高速7号小松川線
- 新大橋通り（東京都道・千葉県道50号東京市川線）- 菊川駅前交差点
- 清洲橋通り（東京都道474号浜町北砂町線）- 白河3丁目交差点
- 葛西橋通り（東京都道475号永代葛西橋線）- 都立木場公園前交差点
- 永代通り（東京都道10号東京浦安線）- 木場五丁目交差点
- 首都高速9号深川線
- 東京湾岸道路（国道357号）- 辰巳交差点
- 首都高速湾岸線

## 接続する主な鉄道路線・駅
- 辰巳駅（東京メトロ有楽町線）
- 木場駅（東京メトロ東西線）
- 菊川駅（都営新宿線）
- 本所吾妻橋駅（都営浅草線）
- 豊洲駅（東京メトロ有楽町線、ゆりかもめ）

なお接続はしないが、白河3丁目交差点付近の直下を半蔵門線が通っている。